# Mode
Mode (fra latin: modus, "måde") er det fænomen, at retningslinjerne for, hvordan man viser sig selv frem for andre, vha. tøj, sko, frisure, makeup, accessoires, samt i bredere forstand omgangsformer og livsstil, hele tiden ændrer sig. Mode er alt det der er "in" i en bestemt kultur i et bestemt tidsrum, som fastlagt af modebranchen og medierne.
Begrebet mode benyttes ofte synonymt med tøjmode. De mange ændringer i klædedragten gennem de seneste århundreder i den vestlige verden afspejler de kønslige, sociale, økonomiske og kulturelle forandringer, disse samfund har gennemgået.
I de senere år har det stigende forbrug af modeartikler til stadigt lavere priser og med stadigt større udbredelse medført en øget opmærksomhed blandt politikere, producenter og forbrugere på bæredygtighed inden for modeverdenen.

## Oversigt
Begrebet mode bruges mest inden for tøjmoden, men kan også bruges på andre områder, som f.eks. madlavning, litteratur, kunst og arkitektur.
Den moderne tøjmode antages at være startet omkring 1800-tallet, men der ses eksempler på mode helt tilbage fra arkæologiske udgravninger fra vikingetiden.
Paris, London og Milano er tre europæiske byer hvor modebranche og strømninger har stor indflydelse på især vestlig mode.
Tøjmode bliver ofte modstillet tøjstil. I den sammenhæng er stil en særlig måde at klæde sig på, der stort set er uafhængig af den gældende mode, men bliver ved med at være acceptabel. En konservativ udgave af mandens jakkesæt er et eksempel på en beklædningsgenstand, der kan kategoriseres som en tøjstil. Tøjstile ændrer sig også, men langsomt. Eksempelvis sys de fleste konservative jakkesæt i dag af væsentligt lettere materialer end for 50 år siden.[kilde mangler]
Inspiration er en stor del af mode. Den er med til at holde de kreative hoveder kørende. Så opstår der hele tiden nye ideer til designs. Det kan også forekomme at "gamle" trends bliver nytænkt eller bare kommer på banen igen.[kilde mangler]

## Definitioner og begreber
Det er fremført, at mode udspringer af, at enhver er tvunget til, direkte og utilsløret, at vise sig frem for andre. Man bedømmes på sin påklædning, hvilket indbefatter ens valg af farver, stoffer, omrids og hvordan tøjet sidder på kroppen. To stykker tøj lavet i samme stil og af samme stof kan tage sig forskelligt ud, afhængig af bærerens kropsform og hvorvidt og hvordan tøjet er vasket og lagt sammen, og om det er gammelt eller repareret eller nyt.
Begrebet mode kan både defineres og anvendes på forskellig vis. Selvom det antyder en forskel, som i "dette års efterårsmode", kan det også betegne noget alment ensartet, som i "tressermoden". Mode kan altså både betegne det sidste nye og noget fra gamle dage, i tråd med tendensen til, at tidligere tiders mode igen kan komme på mode. Og mens tidens mode gerne defineres af en ret selvtilstrækkelig, respekteret, skønhedsbevidst og ofte rig elite, som det kommer til udtryk hos modehuse og haute couture, så hentes inspirationen til et sådant 'look' ofte i subkulturer og socialgrupper uden for eliten, grupper af mennesker som derfor selv er udelukket fra at dyrke moden på samme måde som eliten.[kilde mangler]
• Mode går af mode, men aldrig stil

• Er en kvinde dårligt klædt, lægger man mærke til hendes tøj, er hun ulasteligt klædt, lægger man mærke til kvinden
Hvor en trend ofte betegner et særligt visuelt æstetisk udtryk, ofte af kortere varighed, er mode karakteriseret ved at være båret af en modeindustri og være forbundet med sæsoner og kollektioner. Den franske sociolog Pierre Bourdieu har defineret mode som "den seneste forskel". Stil er noget som strækker sig over mange sæsoner og gerne er forbundet med kulturelle strømninger og sociale markører, symboler, klasse og kultur, som fx barok og rokoko.
Selvom begreberne mode, tøj og kostume ofte bruges sammen, adskiller mode sig fra de to andre. Med tøj betegnes klæde og de heraf fremstillede beklædningsgenstande, uden hensyn til social betydning og tilknytning, mens kostume bruges om beklædning til særlige lejligheder, såsom scenekunst, maskeballer eller de fra den angelsaksiske verden kendte fancy dress parties. Heroverfor beskriver mode de sociale og tidslige faktorer, som styrer hvordan vi vælger vores påklædning, så den passer til tid og situation. Filosoffen Giorgio Agamben har forbundet mode med det kvalitative gamle græske begreb kairos, med betydningen det rigtige, kritiske eller gunstige øjeblik, og tøj med det kvantitative begreb chronos, personificering af tiden.
Selv om visse eksklusive mærker kalder deres produkter for haute couture, er denne betegnelse egentlig forbeholdt medlemmer af Chambre Syndicale de la Haute Couture i Paris. Inden for haute couture sættes høje mål, inspireret af kunst og kultur, og dette eksklusive tøj er som oftest forbeholdt den købestærke kundekreds.
Modebranchen spiller både på vores behov for at føle os lidt unikke og samtidig føle os som en del af flokken. Hvis man kan få flokken til at løbe stærkt nok, så bliver det svært for den enkelte at stoppe op. Vi er jo sociale væsener, og tilhørsforholdet er noget eksistentielt.
Modedesignere finder gerne inspiration til deres arbejde uden for modeverdenen. Under 2. Verdenskrig var kvindegarderoben præget af bredskuldrede, maskuline jakker, men i 1947 lancerede designeren Christian Dior dametøj med et helt andet udtryk, som snart blev kaldet New Look, nemlig elegante og figursyede jakker med skørter, som hvivlede rundt i lag af stof, med smalle taljer og overdrevent buede hofter, pga de mange meter stof til skørterne. Tøjet var perfekt egnet til tidens kvinder, der ikke længere ville ligne soldater.
I september 2020 sendte Gucci under en del medieopmærksomhed jeans med græsgrønne pletter på markedet, som for nogle kan se ud som jeans med græs på, mens de for andre signalerer noget rent og frisk, og sommer. Moden kan omvendt godt være til inspiration for kunstnere, som i tøjet kan aflæse bærerens særlige smag og stil.
Mode udtrykker noget unikt og selvopfyldende, som kan være en central del af en persons selvfølelse. På linje med en kunstners kunstværk har en persons valg af mode ikke nødvendigvis til formål at gøre vedkommende vellidt, men nærmere at udtrykke vedkommendes personlige smag. Valg af mode kan opfattes som en måde at navigere i fællesskabet på, en måde som altid kombinerer to modsatrettede principper: på socialt acceptabel og risikofri måde skiller man sig ud fra de andre, mens man samtidig tilfredsstiller sit behov for social tilpasning og efterligning.
Mens filosoffen Immanuel Kant mente, at mode "intet har at gøre med god smag og dømmekraft", men i stedet var "en form for uoverlagt og blind efterligning", anså sociologen Georg Simmel mode for at være med til at "hjælpe med at mindske afstanden mellem et individ og dets samfund".

## Mode og ligestilling
Beklædning har altid haft to vigtige formål, dels at beskytte bæreren mod vind og vejr og kulde, dels at skjule vedkommendes kønsorganer. Paradoksalt nok har sidstnævnte formål i den vestlige verden bevirket, at beklædning er kommet til at fremhæve kønsforskellene. Såvel kvinder som mænd har historisk set oftest valgt tøj, der fremhæver deres kropsform, hos kvinder taljen, brysterne og kroppens kurver, hos mænd deres højde og bredskuldrethed. Tidligere var mænds tøj lige så overdådigt og udtryksfuldt som damemoden, men siden 1700-tallet har herremoden foreskrevet et mere afdæmpet og farveløst look. Endnu i 1600-tallet signalerede mænd fra overklassen elegance ved at gå i smukt og farverigt tøj, men siden begyndelsen af 1800-tallet har moden dikteret, at mænd signalerer seriøsitet ved ikke at gå op i deres tøj. Dette har så helt til vore dage medført, at i den mandsdominerede vestlige verden er det sådan, at jo mere magt man har, jo kedeligere klæder man sig.
Forfængelighed handler ikke længere om at se ud på den samme måde. Forfængelighed handler om at kunne lide den udgave af sig selv, som man er, uden hele tiden at skulle hade sin krop.
I løbet af 2010-erne har der, bl.a. som følge af MeToo-bevægelsen og fjerdebølgefeminismen, bredt sig et ændret syn på (dame-) modens rolle, idet det nu „er blevet mere tilladt at gå i lige det tøj, man vil, og […] samtidig er blevet dårlig stil at kommentere, hvordan andre ser ud“. Mange kvinder har hermed ønsket at frigøre sig fra modens diktater og kropsidealer, og det traditionelle mandsdominerede syn på, hvordan den ideelle kvindekrop skal se ud. Tilsvarende har der inden for herremoden bredt sig en tendens mod mere farverigt og æstetisk tøj.

| - Praktisk dragt (t.v.) fra feminismens barndom (1895) - Grace Jones i 2015 - Margaret Thatcher var eneste kvindelige deltager i G7-topmødet i 1988 - Angela Merkel i 2010 - David Bowie i 1974 |

### Unisex mode
Selvom man allerede i 1920-erne en sjælden gang imellem kunne se kvinder bære bukser, var det først omkring 40 år senere, at mænd og kvinder for alvor begyndte at klæde sig ens, især i jeans og t-shirt, og for mændenes vedkommende med langt hår. Denne unisex-mode, som var tæt knyttet til hippie-bevægelsen, førte dog aldrig til, at mænd begyndte at klæde sig i traditionelt kvindetøj, men langt overvejende, at kvinder klædte sig i traditionelt mandetøj.
Senere har unisex-mode delt sig i to fortolkninger, den kønsneutrale og den kønsladede. Den kønsneutrale mode ses som et opgør med sociale stereotyper inden for beklædning, hvor man bliver rubriceret som rig, fattig, elegant, vulgær, boheme, gammel, ung, mand eller kvinde udfra sin påklædning. Omvendt søger man inden for den kønsladede fortolkning at lade tøjet understrege kønsforskellene, men gerne på tværs af det traditionelle kønsbegreb, fx ved at stille spørgsmålet: Hvorfor kan en mand ikke gå med nederdel? Og hertil svare, at man skal ikke længere lade sig styre af, hvad en nederdel tidligere har symboliseret, men i stedet føle sig fri til at bære det tøj, man synes passer bedst til én.

## Mode og bæredygtighed
Forbrugerne har opdaget, at madspild er alvorligt, men [har] ikke rigtig fanget, hvor meget tøjspild betyder for både klima og miljø.
Af europæernes samlede klimaaftryk udgør produktion af tekstiler og sko ifølge en rapport fra EU-Parlamentet ca 10%. Bag dette tal gemmer sig, at forbrugerne ofte køber tøj og sko, som de sjældent bruger, idet en undersøgelse fra 2022 viste, at danskere i gennemsnit kun bruger 60% af det tøj de ejer „ofte eller af og til“, for kvinders og unges vedkommende endda under 50%. Medvirkende til klimaaftryk fra tekstiler og sko er desuden, at modeindustrien arbejder efter en fast fashion-model, hvor der nu efterhånden mange gange om året sendes nyt tøj på markedet, og ikke blot de to årlige kollektioner, som det tidligere var kutyme. Ifølge samme undersøgelse er kun hvert tiende tøjkøb styret af, om tøjet er moderigtigt, idet pasform, personlig smag og pris er vigtigere for forbrugeren. Men på trods af, at forbrugerne ønsker at købe mindre mængder tøj, som så til gengæld skal være af bedre kvalitet, så det kan genanvendes eller sælges videre, får de ikke megen hjælp af modeindustrien, som stadig foretrækker at overproducere og sælge tøj af ringe kvalitet. En undersøgelse af forbrugerholdninger udført under covid-pandemien viste, at to trediedele af de adspurgte anså bæredygtig modeproduktion for at være vigtig.
Tøjbranchen er præget af greenwashing og mørketal.
En betragtelig del af det tøj, folk køber, køber de gennem netbutikker, og hvis tøjet ikke passer, kan det normalt sendes gratis retur til sælger. Her er det dog langtfra altid, at tøjet igen kommer til at indgå i netbutikkens sortiment, fordi det ikke kan betale sig at skulle tjekke det returnerede tøj for skader, og evt reparere disse, samt ompakke tøjet med gensalg for øje, specielt ikke når det drejer sig om masseproducerede lavprisvarer inden for fast fashion. Ofte sendes derfor det stadig ubrugte tøj til destruktion, eller det eksporteres til markeder i udviklingslande, fx Ghana. Dette vestafrikanske land modtager på denne måde hver uge omkring 15 millioner stykker tøj, hvoraf en stor del sælges på markeder, mens over en tredjedel ender på lossepladser, hvorfra en del skylles i havet ved skybrud.

## Mode og medier
Der er ikke noget magasin, der kan overleve på salg til læserne alene. Så der er en hellig alliance mellem de forskellige annoncører og magasinerne, hvor magasinerne sørger for at pleje annoncørerne.
I 1867 blev verdens – måske – første egentlige modemagasin Harper's Bazaar grundlagt i USA, og siden da har mode og medier været tæt forbundne. I dag er der utallige globale og lokale medier over hele verden dedikeret til kun at skrive om historier fra modeverdenen.
Gennem tiden er modemedier blevet kritiseret for at være for positive over for branchen. I 2011 kaldte forskere dansk modejournalistik for “enormt utilstrækkelig" og “leflende for designere".
I løbet af 2010-erne blev influencere stadigt vigtigere i markedsføring inden for modeverdenen, og i begyndelsen af 2025 havde flere danske mode-influencere i omegnen af 1 mio følgere på Instagram. Influencerne er blevet kritiseret for at tilskynde til en livsstil med stort forbrug af modeartikler, i en grad så det belaster klimaaftryk og bæredygtighed.

## Eksempler på vestlig mode

### Damemode gennem tiden
| - Albrecht Dürer-tegning fra 1496 af overklassekvinder, t.v. fra Nürnberg og t.h. fra Venedig, sidstnævnte med plateausko - Kjoler fra 1840 - Korset fra 1860 - Kjole fra 1880 - Damestøvler fra perioden 1870-1920 - Dame iført undertøj og korset, England ca. 1900 - Damer i korset, år 1900 - Reklame for det berlinske varehus KaDeWe's modeafdeling, 1910 - Russisk propagandaplakat fra 1914 med symboler på Tripleententens tre deltagere. - Chanel-dragter fra 1917 i jersey, billigt klæde som indtil da kun brugtes til undertøj - Forside på australsk modekatalog 1926-27 - Parisermode i 1930: bluse, bukser og foret jakke - Italiensk sommerkjole, 1932 - "New Look"-dragt fra Dior, 1947 - Kvinde i jeans, 1952 - Stropløs Chanel aftenkjole fra 1958, med blonder og fløjlsskærf - To udgaver af... - ...Chanels lille sorte - Doris Day med pilleæskehat, 1960 - Parisisk forårsmode 1960 - Frakke fra Berlin-modefirmaet Bräuning, 1960-erne - Jacqueline Kennedy i Chanel jakke og pilleæskehat - Minikjole af John Bates, 1965 - Herre- og damemode i Swinging London, 1966 - Trompetbukser var mode i 1970'erne, til både kvinder og mænd - Skotskternet sweater og skørt fra italienske Missoni, 1970-erne - Aften-kaftan af amerikanske Halston, 1977 - Modeller i vintage: t.v. Tommy Hilfiger pullunder og t.h. Hugo Boss pullover - Model i rød Elie Saab-kjole ved modeugen i Paris 2011 - Mexikansk sportsjournalist i minikjole speaker til fodboldkamp - Den sydkoreanske popgruppe Girls' Generation i forskellige slags miniskørter, 2012 - Sangerinde i jeans og jakke i denim, 2016 |

### Herremode
| - Gustav V's tweedsæt til jagt, 1930-erne - Ingrid Bergman mellem et par velklædte herrer, 1944 - Badebukser til mænd, 1947 - Herre-cardigan, 1947 - Velklædte afroamerikanere, 1975 - Den ghanesiske modeskaber Adrien Sauvage - Nigeriansk politiker i jakkesæt - Europæer i smoking og butterfly - Afslappet klædt mand |